# 광문중학교
광문중학교(光文中學校)는 대한민국 경기도 광명시 광명동에 있는 공립 중학교이다.

## 학교 연혁
- 1993년 1월 11일 : 14학급 인가
- 1993년 3월 1일 : 초대 심상석 교장 취임
- 1993년 3월 5일 : 제1회 입학식(13학급 702명)
- 1996년 2월 15일 : 제1회 졸업식(12학급 604명)
- 2002년 3월 1일 : 남녀공학 전환인가 및 교명 변경(광문중학교)
- 2011년 5월 30일 : 다목적 학습관(체육관) 개관
- 2023년 9월 1일 : 제12대 이원경 교장 취임
- 2024년 1월 5일 : 제29회 졸업식(5학급 143명) 총 10,804명 배출
- 2024년 3월 4일 : 제32회 입학식(7학급 202명)

## 참고 자료
- 광문중학교 - 한국교육학술정보원 학교알리미